# Catocala heckendorni
Catocala heckendorni är en fjärilsart som beskrevs av Meyer 1952. Catocala heckendorni ingår i släktet Catocala och familjen nattflyn. Inga underarter finns listade i Catalogue of Life.